# Assiotea
Assiotea (Fliunte, IV secolo a.C. – ...) è stata una filosofa greca antica allieva di Platone.

## Biografia
Assiotea nacque a Fliunte nel IV secolo a.C.. Affascinata dall'opera di Platone, La Repubblica in cui si accetta che le donne che ne hanno la capacità possono accedere alla stessa educazione degli uomini, decise di recarsi ad Atene per diventarne allieva. Alcuni fonti affermano che, nonostante tutto, Assiotea dovette fingersi uomo per poter accedere all'Accademia di Atene. I documenti pervenuti fino a noi citano solamente due donne appartenenti all'Accademia di Atene, Assiotea di Fliunte e Lastenea di Mantinea entrambe divenute allieve di Speusippo, nipote di Platone.